# أوتوغليفيس فاكتوروفسكي
أوتوغليفيس فاكتوروفسكي أو آرونزينيا فاكتوروفسكي هو نوع من كاسيات البذور من فصيلة الأقحوان النجمية.

## الوصف
تنمو أوراق النبات من أواخر أكتوبر إلى أوائل أبريل، ويزهر من أوائل إلى منتصف يناير. ثماره، وهما ثمرتين فقيرتين، تبدأن بالنمو في أواخر فبراير وتنضجان في أوائل أبريل، مما يؤدي إلى انتشار البذور لاحقاً.
تحتوي النورات الصفراء على العديد من الزهور الأنبوبية، والتي تدعمها سويقات طويلة. كما وجد أن حبوب اللقاح الخاصة بها كروية الشكل تقريبًا.

## التصنيف
تم وصف نوع هذا النبات لأول مرة وتسميته على اسم عالمي النبات آرون آرونسون وزميله إليعازر فاكتوروفسكي. ومع ذلك، في عام 1927، تم اكتشاف النبات بالفعل من قبل أوتو فاربورغ وألكسندر إيغ. في عام 2022، تم نقل النوع إلى جنس أوتوغليفيس.

## التوزيع والموطن
تم العثور على أوتوغليفيس فاكتوروفسكي من وسط إسرائيل إلى العراق وشبة الجزيرة العربية (في السعودية والكويت،) وفي برية الخليل ومنطقة السامرة وأجزاء معينة من الأردن.
هو نبات عشبي حولي موطنه غرب آسيا. ينمو في المنخفضات الصحراوية والوديان، وعلى التربة الرملية والحصوية والطفالية والطينية، وأحيانًا على المنحدرات الصخرية. كلما زاد الماء الذي يتلقاه النبات، زاد عدد النورات الموجودة عليه ويزدهر أثناء هطول الأمطار الغزيرة في الأودية.

## الاستخدام
طعم بصلة النبات يشبه طعم الكستناء عند طهيه. من المعروف أننبات أوتوغليفيس فاكتوروفسكي له خصائص طبية، وكان يستخدمه سكان منطقة الشوبك في الأردن كثيرًا. كما وجد أن المستخلص من النبات، والممزوج بجسيمات فضة نانوية، مضاداً للبكتيريا.